# Barbershop 2: Z powrotem w interesie
Barbershop 2: Z powrotem w interesie (ang. Barbershop 2: Back in Business) – amerykańska komedia obyczajowa z 2004 roku w reżyserii Kevina Rodneya Sullivana. Kontynuacja filmu Barbershop z 2002 roku.

## Fabuła
Calvin Palmer (Ice Cube) prowadzi salon fryzjerski w Chicago. Jest to klimatyczne miejsce, które ma wiernych klientów. Tymczasem w sąsiedztwie ma powstać kompleks usługowy z nowoczesnym zakładem stylizacji fryzur.

## Obsada
- Ice Cube jako Calvin Palmer, Jr.
- Cedric the Entertainer jako Eddie
- Sean Patrick Thomas jako Jimmy James
- Harry J. Lennix jako Quentin Leroux
- Eve jako Terri Jones
- Troy Garity jako Issac Rosenberg
- Michael Ealy jako Ricky Nash
- Leonard Earl Howze jako Dinka